# Фаршчиян, Махмуд
Махмуд Фаршчиян (перс. محمود فرشچیان‎, Mahmoud Farshchian; 24 января 1930, Исфахан — 9 августа 2025, США) — современный иранский художник. Работы Фаршчияна почти неизвестны в России, однако широко известны в мусульманском мире и на Западе. Характерный стиль Фаршчияна — фантасмагорические сюжеты с яркими красками, птицами, цветами и людьми. Сюжеты — обычно любовные и для исламского мира весьма смелые.